# Philip Howard (cardinal)
Pour les articles homonymes, voir Philip Howard.
Philip Howard, nom complet Philip Thomas Howard of Norfolk (né le 21 septembre 1629 à Londres et mort le 17 juin 1694 à Rome), est un cardinal anglais de l'Église catholique de la seconde moitié du XVIIe siècle, créé par le pape Clément X. Son nom de religion est Thomas. Il était communément appelé par ses contemporains le « cardinal de Norfolk ».

## Biographie
Il naît dans une famille de la haute noblesse anglaise demeurée catholique et apparentée aux souverains d'Angleterre.
Il est le troisième fils d'Henry Howard (15e comte d'Arundel) et 5e comte de Surrey et de son épouse Elizabeth, fille du duc de Lennox. Son arrière-grand-père, Philip Howard, est mort à la Tour de Londres pour sa foi en 1595 et a été canonisé par le pape Paul VI en 1970. Le cardinal Edward Henry Howard of Norfolk (1877) est membre de sa famille.
Philip Howard est brièvement étudiant à Cambridge, puis rejoint l'ordre des dominicains à l'âge de seize ans dans leur couvent de Crémone, prenant le nom de religion de Thomas (en l'honneur de saint Thomas d'Aquin). Il fait sa profession en la basilique Saint-Clément-du-Latran en octobre 1646. Il est ordonné prêtre en 1652 à Rennes et dédie son action à la conversion de l'Angleterre où il retourne en 1655. Il fonde un prieuré à Bornhem en Flandre, avec un collège pour jeunes Anglais en annexe. il en est le prieur et le maître des novices. Il fonde aussi un couvent de sœurs dominicaines à Vilvorde (maintenant Carisbrooke à l'Île de Wight).
Il est grand aumônier de la reine Catherine de Bragance, épouse du roi Charles II d'Angleterre et réside à St. James's Palace avec une pension annuelle de 500 livres sterling. Il doit quitter l'Angleterre sous pression protestante et retourne à Bornhem comme prieur. Howard est nommé vicaire apostolique d'Angleterre en 1672. Il est sacré évêque titulaire d'Hélénopolis-en-Bithynie (de) en 1675. Mais le Vieux Chapitre (qui dirige de fait l'organisation de l'Église catholique en Angleterre depuis l'épiscopat de Mgr Bishop) refuse sa nomination. Il demeure donc à Rome s'occupant des intérêts des catholiques anglais.
Le pape Clément X le crée cardinal au consistoire du 27 mai 1675 avec le titre de Santa Cecilia in Trastevere (plus tard échangé avec celui de Santa Maria sopra Minerva) et devient « protecteur des catholiques anglais et écossais ». C'est à son insistance que la fête de saint Édouard le Confesseur est étendue à toute l'Église. Il fait rebâtir le collège anglais de Rome et fait réviser le règlement du collège anglais de Douai. Il appuie la nouvelle organisation de quatre vicariats apostoliques en Angleterre et son ancien secrétaire, John Leyburn, dirige celui de Londres. L'historien Gilbert Burnet écrit dans son History que le cardinal Howard regrettait l'enchaînement des faits qui avait provoqué la crise anticatholique après le départ de Jacques II d'Angleterre, roi qui n'avait pas su apaiser la tension entre catholiques et anglicans, comme lui-même le souhaitait. Le cardinal Howard est camerlingue du Sacré Collège en 1689. Il participe au conclave de 1689, à l'issue duquel Alexandre VIII est élu pape et au conclave de 1691 (élection d'Innocent XII). Il meurt au couvent Sainte-Sabine de Rome où il demeurait.
Il est enterré en l'église Santa Maria sopra Minerva de Rome. Une dalle funéraire de marbre blanc à ses armes y honore sa mémoire avec l'inscription suivante :
D.     O.     M.
PHILIPPO THOMAE HOWARD DE NORFOLCIA ET ARUNDELIA
S R E PRESBYTERO CARD TIT S M SUP MINERVAM
EX SAC FAMILIA FR PRAED
S MARIAE MAIORIS ARCHIPRESBYTERO
MAGNAE BRITANNIAE PROTECTORI
MAGNO ANGLIAE ELEEMOSINARIO
PATRIAE ET PAUPERUM PATRI
FILII PROV ANGLICANAE EIUSD ORDINIS
PARENTI ET RESTAURATORI OPT
HAERED INSCRIPTI MOERENTES PP
ANNUENTIBUS S R E CARD
PALUTIO DE ALTERII FRANC NERLIO
GALEATIO MARESCOTTO FABRITIO SPADA
SUPREMI TESTSAM EXECUTORIBUS
VIRTUTIS LAUS AGTIO
OB XIV KAL IUL
A R S MDCXCIV
AETATIS SUAE LXIV